# Murray Hill (Île Christmas)
Pour les articles homonymes, voir Murray Hill (homonymie).
Murray Hill est le point culminant de l'île Christmas.
L'île culmine à 361 mètres d'altitude, mais la montagne sous-marine atteint quant à elle plus de 4 500 mètres de hauteur.